# 津山まつり
津山まつり（つやままつり）は、岡山県津山市で行われる東の大隅神社、総鎮守の徳守神社、西の高野神社の秋祭りの総称。
例年、10月第3週の土日と第4週の土日に行われる。元は津山城下の大隅神社と徳守神社の秋祭りの総称だったが、近年高野神社が加わった。総鎮守・徳守神社の祭礼は美作津山藩初代藩主森忠政が慶長9年（1604年）に同宮を再建して間もなく始まったとされ、400年の歴史を持つ。

## 概要

### 歴史
総鎮守・徳守神社の祭礼は津山藩初代藩主森忠政が慶長9年（1604年）に同宮を再建して間もなく始まったとされ、寛文7年（1667年）には24町が練り物を出し、宝永4年（1707年）には大隅神社の祭礼にも練り物が出され以後、恒例となった。
森氏の後、元禄11年（1698年）に津山城主となった松平宣富は徳川家康の次男結城秀康の曾孫で、祭りも親藩の威勢のごとく賑わいを増し、宣富をはじめ松平歴代藩主やその家族も度々「赤座屋敷」と呼ばれる津山城の一角にある建物から祭りを楽しんだ。
その伝統から例年、大隅神社関係、徳守神社の城下2社のだんじりは津山城大手口の冠木門南下の「津山城址入り口」にある津山観光センターに集結し統一行動する。
「津山だんじり」は明治まで縁柱に担ぎ棒を通し、だんじりを担いで威勢を競ったが、大正から昭和にかけて台車に乗せて曳き出す形へと変化した。現在も津山では、だんじりに台車を含まず区別しているが、年数が経つごとにその意識は薄れつつある。しかし平成21年（2009年）10月、120年ぶりに担がれた宮脇町の簾珠臺が徳守神社へ宮入りを果たすなど本来の姿を次代に伝えようとする動きもあり、同年の徳守神社祭礼では、江戸時代の津山だんじり出動順序「安政の出動順」を復活した。
　また、現在では祭の衰退を憂慮した有志「徳守祭だんじり若頭會」が発足し、平成25年(2013年)の「美作国建国1300年記念」に合わせ、徳守神社氏子町内のほとんどのだんじり23臺が出動し、困難な巡行をスムーズに行ったことが注目される。史上最多の出動臺数を記録した。（過去の文献との比較）

### 見どころ
津山城跡（鶴山、国の史跡）を中心に城東、城西に分かれる美しい城下町をだんじりが練るコントラストは祭りの見どころ。加えて、総鎮守の徳守神社の祭礼には、日本三大みこしの一つとされる文化6年（1809年）に造られた「徳守神社の大神輿」（重さ約300貫・1トン超、交代要員を含め150人以上の担ぎ手が必要）が、200年経た今もなお巡幸の役目を果たしている。
「津山だんじり」は各町内で守り受け継いできた岡山県指定重要有形民俗文化財のだんじりが徳守神社に20台、大隅神社に7臺あり、飾り山車（だし）と呼ばれる昭和になって新造されただんじりと併せ約50台のだんじりが、400年の歴史を持つ「津山まつり」を盛り上げる。
現存する最古の「津山だんじり」とされる文政3年（1820）に造られた宮脇町の簾珠臺は今もなお現役で祭りに華を添えている。

## 津山だんじり囃子
津山だんじりの囃子は、松平家の陣太鼓が始まりと伝わる。松平家は初代藩主・宣富が津山初入国の際、祭り見物を楽しんだことから歴代藩主は祭りの「城内引き入れ」を慣例とするなど祭りと深く関わってきた歴史がある。陣太鼓は軍陣で軍勢の進退を指示し、士気を鼓舞するために打った太鼓で、鉦（かね）とともに用いられた。鉦は陣鐘（じんしょう）と呼ばれ小型の梵鐘（半鐘）が使われた。現在も津山だんじりの囃子は太鼓と鉦のみで、元は陣太鼓であったことが色濃く残っている。
松平家の陣太鼓が祭りに用いられるようになったのは、津山だんじりが最も成熟した幕末からとされ、有事に備え陣太鼓を城下の祭り（徳守神社、大隅神社）に用いることで、城下の士気を高めると同時に武家以外にも周知を図ったと考えられる。

## 津山だんじり一覧
- 津山まつりに参加し統一行動するだんじりの一覧（県重要有形民俗文化財27台、飾り山車21台）　だんじりの臺名（所有町内）の順

### 徳守神社
- 県重要有形民俗文化財のだんじり（津山では文化財だんじりと呼ばれる）
  - 巻龍臺（伏見町）、紅葉臺（京町）、桜若（河原町）、麟龍臺（船頭町）、鯱若臺（小性町）、雙龍臺（吹屋町）、飛龍臺（新魚町）、鶴龍臺（二階町）、麒麟臺（元魚町）、隼臺（新職人町）、群龍臺（戸川町）、龍虎臺（下紺屋町）、錨龍臺（鍛冶町）、龍珠臺（坪井町）、簾珠臺（宮脇町）、鰕若臺（西今町）、鳳龍臺（安岡町）、龍輦臺（福渡町）、東雲臺（堺町）、錦亀臺（茅町）
- だんじり
  - 翔龍臺（西松原）、昭和龍（昭和町）、南新丸（南新座一丁目）、鉄砲町

### 大隅神社
- 県重要有形民俗文化財のだんじり
  - 松栄臺（東松原）、鳳凰臺（古林田）、龍鷹臺（東新町）、龍宝臺（西新町）、勢龍楼（中之町）、麒麟臺（勝間田町）、玉獅子臺（玉琳）
- 飾り山車
  - 八幡臺（川崎）、太田、金鳳臺（兼田）、上之町七丁目

### 高野神社
- 飾り山車
  - 和天台（大和町）、龍櫻臺（桜町）、松龍臺（松原上）、松栄臺（松原中西）
  - 松長放兼園（松原中）、二宮山西、松原北、俵田、大東、旭、グンゼ町内会、松南、さくら台